# 더우즈
더우즈(중국어: 豆汁, 병음: dòuzhī, 한자음: 두즙)는 베이징 요리의 하나이다. 더우장과 비슷하게 보이지만, 녹두를 주원료로 사용한다. 녹두에 25% 포함되어 있는 식물성 단백질을 발효시켜 만들며, 보통 당면 제조 과정에서 부산물로 생성된다. 보통 약간 신 맛이 나며, 달걀과 같은 냄새가 난다.
송나라 시대에 이미 만들어졌던 것으로 알려져 있으며, 보통 아침 식사로 이용되지만, 최근 소비가 줄고 있는 추세이다.
더우즈를 발효시키는 과정에서 식물성 단백질이 침전되는 경우가 발생하는데, 이것들은 두부류 제품을 만드는 원료로 이용되기도 한다.

## 같이 보기
- 더우장